# Холевова, Шарлотта
Шарлотта Холевова (чеш. Charlotte Cholevová; род. 29 июля 2002 года) — чешская гандболистка, левая крайняя.

## Биография

### В клубе
Шарлотта Холевова играла за чешский клуб DHK Баник Мост до 2023 года. Вместе с этой командой она стала чемпионкой Чехии в 2021 и 2022 годах, выиграла Кубок Чехии в 2022 и 2023 годах. В сезоне 2022-23 годов она играла за "Баник Мост" в Лиге чемпионов КВЧ и забила 77 голов в турнире, что определило её на 8-е место в списке лучших бомбардиров данного розыгрыша Лиги. В 2023 году она переехала во Францию и стала играть в французский гандбольный клуб "Брест Бретань".

### Карьера в сборной
В составе женской юношеской сборной Чехии Шарлотта участвовала на чемпионате Европы среди юношей до 19 лет 2021 года, сборная заняла 10-е место. Кроме того, сборная Чехии в составе с Холевовой заняла 11-е место в юниорском чемпионате мира до 20 лет 2022 года, где Шарлотта стала лучшим бомбардиром турнира с 62 голами.
Холевова дебютировала за взрослую команду в ноябре 2021 года. В начале декабря она сразу же попала в основной состав сборной Чехии на чемпионат мира 2021 года, где вместе с командой заняла 19-е место. В турнире забила 11 голов в 6 матчах.

## Достижения
- Двукратная чемпионка Чехии 2021 и 2022 годов.
- Двукратная обладательница Кубка Чехии 2022 и 2023 годов.